# Hoalid Regragui
Hoalid Regragui (àrab: وليد الرغراغي) (Corbeil-Essonnes, França, 23 de setembre de 1975) és un entrenador de futbol professional i exjugador marroquí que va jugar com a defensa. És l'entrenador de la selecció nacional del Marroc.
Va passar pràcticament tota la seua carrera en equips francesos: Toulouse FC, AC Ajaccio o Dijon FCO. Fora de França només va militar al Racing de Santander de la lliga espanyola.

## Carrera d'entrenador

### Marroc
Després de retirar-se com a jugador, Regragui va començar a entrenar com a ajudant de la selecció nacional del Marroc el setembre del 2012. Quan el seleccionador Rachid Taoussi va ser destituït l'1 d'octubre del 2013, també se'n va rescindir el contracte.

### FUS
El 8 de maig de 2014, va aconseguir un lloc d'entrenador en cap al Fath Union Sport per a la temporada 2014-15. El 22 de gener de 2020, va abandonar el club de mutu acord.

### Wydad AC
El 10 d'agost de 2021, Regragui va ser nomenat entrenador del Wydad AC de Botola. El 30 de maig de 2022, va portar el Wydad AC a guanyar la seva tercera Lliga de Campions de la CAF, després de vèncer a la final a l'Al Ahly, defensor del títol. Es va convertir en el segon entrenador marroquí en guanyar la Lliga de Campions africana, després de Hussein Ammouta amb el Wydad el 2017.

### Retorn al Marroc
El 31 d'agost de 2022, Regragui va ser nomenat nou entrenador de la selecció nacional de futbol del Marroc després de l'acomiadament de l'anterior seleccionador, Vahid Halilhodžić. El 21 de setembre de 2022, Regragui va dirigir el seu primer partit amistós, que va acabar amb victòria per 1-0 contra Madagascar.
En la Copa Mundial de la FIFA 2022, va dirigir el Marroc en la fase eliminatòria per primera vegada des de 1986 i als quarts de final, convertint el Marroc en la primera nació àrab i la quarta africana en classificar-se per a aquesta fase en una competició mundialista. El mateix Regragui és el primer seleccionador africà que aconsegueix aquesta fase. Més tard, el Marroc derrotaria Portugal per 1-0 i passaria a semifinals, no només una altra primícia per al Marroc, sinó que també es convertí en el primer equip africà i el primer equip àrab en classificar-se per a semifinals.